# سومیترا چاترجی
سومیترا چاترجی (به انگلیسی: Soumitra Chatterjee)؛ (۱۹ ژانویه ۱۹۳۵ – ۱۵ نوامبر ۲۰۲۰) یک بازیگر هندی بود. این بازیگر پرکار در بیش از ۳۰۰ فیلم نقش‌آفرینی کرد. او همچنین بازیگر تئاتر، نمایشنامه‌نویس و شاعر زبردستی نیز بود.
چاترجی در ۱۵ نوامبر ۲۰۲۰ در پی ابتلا به کووید-۱۹ درگذشت. او هنگام مرگ ۸۵ سال داشت و صاحب کارنامه هنری شصت ساله بود. از فیلم‌هایی که وی در آن نقش داشته‌است می‌توان به روز و شب در جنگل اشاره کرد.

## فیلم‌شناسی
فهرست برخی از فیلم‌هایی که سومیترا چاترجی در آنها به ایفای نقش پرداخته‌است:
- بیدار بمان (۱۹۵۶)
- دنیای آپو (۱۹۵۹)
- الهه (۱۹۶۰)
- کانیا نوجوان (۱۹۶۱)
- اردوکشی (۱۹۶۲)
- برنالی (۱۹۶۳)
- شارولاتا (۱۹۶۴)
- بزدل (۱۹۶۵)
- روز و شب در جنگل (۱۹۷۰)
- رعد دوردست (۱۹۷۳)
- دوداس (۱۹۷۹)
- خدای فیل‌گونه (۱۹۷۹)
- پادشاهی الماس (۱۹۸۰)
- خانه و جهان (۱۹۸۴)
- شب بنگالی (۱۹۸۸)
- دشمن مردم (۱۹۹۰)
- شاخه‌های درخت (۱۹۹۰)
- فرشته سرنوشت (۱۹۹۵)
- مراقب باش (۲۰۰۳)
- موفق باشید (۲۰۰۳)
- دوباره در جنگل (۲۰۰۳)
- سایه‌های زمان (۲۰۰۴)
- ۱۵ خیابان پارک (۲۰۰۵)
- ده فرمان (قسمت دوم) (۲۰۰۹)
- هملاک سوسایتی (۲۰۱۲)
- دوست (۲۰۰۹)
- اهالیا (۲۰۱۵)